# Gmina Radoszyce
Radoszyce ist eine Stadt-und-Land-Gemeinde im Powiat Konecki der Woiwodschaft Heiligkreuz in Polen. Sie hat etwa 8900 Einwohner, ihr Sitz ist die gleichnamige Stadt mit etwas mehr als 3100 Einwohnern.

## Geschichte
Der Hauptort erhielt zum 1. Januar 2018 seine zum 13. Januar 1870 entzogenen Stadtrechte wieder.

## Gliederung
Zur Stadt-und-Land-Gemeinde (gmina miejsko-wiejska) Radoszyce gehören neben der Stadt selbst folgende Dörfer mit einem Schulzenamt (sołectwo):
Filipy
Górniki
Grębosze
Grodzisko
Gruszka
Huta
Jacentów
Jakimowice
Jarząb
Jóźwików
Kaliga
Kapałów
Kłucko
Lewoszów
Łysów
Momocicha
Mościska Duże
Mościska Małe
Mularzów
Nadworów
Nalewajków
Pakuły
Plenna
Podlesie
Radoska
Salachowy Bór
Sęp
Szóstaki
Węgrzyn
Wilczkowice
Wiosna
Wisy
Wyrębów
Zychy
Weitere Ortschaften der Gemeinde sind Jakimowice-Kolonia, Kłucko-Kolonia, Leśniczówka Krzyżówki, Posada und Przegrody.